# Julia Walentowicz
Julia Walentowicz, född 23 april 2001 i Stockholm, är en svensk fotbollsspelare som spelar för KIF Örebro DFF

## Klubbkarriär
Efter att ha gått igenom alla ungdomslag flyttades Walentowicz inför säsongen 2017 upp i moderklubben Djurgårdens IF:s A-lag från F19-truppen. I december 2018 förlängde hon sitt kontrakt med ett år. I november 2019 förlängde Walentowicz sitt kontrakt med två år. I januari 2022 förlängde hon sitt kontrakt med två år.
Sommaren 2024 värvades Walentowicz av spanska Sporting Club de Huelva, där hon skrev på ett ettårskontrakt
Inför säsongen 2025 återvänder Walentowicz till Sverige och skriver på ett ettårskontrakt med KIF Örebro DFF där hon blir utsedd till lagkapten

## Landslagskarriär
Walentowicz har spelat 16 landskamper och gjort ett mål för Sveriges U17-landslag. Hon har spelat nio landskamper och gjort ett mål för U19-landslaget. Hon har spelat en landskamp för U23-landslaget.